# Internet Explorer
Интернет експлорер (енгл. Internet Explorer) је прегледач, настао 1995. године у корпорацији Мајкрософт. Прво појављивање му је било у пакету са оперативним системом Windows 95. Након свог првог појављивања, изашле су и верзије за оперативне системе Мек OS X јуникс, мада је опстала само верзија за Windows. До 1999. године је био најраспрострањенији и најкоришћенији прегледач. У 2006. години је имао преко 900 милиона корисника широм света. Верзија 7 је првобитно прављена за оперативни систем Windows Vista, мада се може користити и на верзији Windows  уз инсталирани сервисни додатак 2.
Паралелно са развитком Интернет експлорера, развијали су се и други слични прегледачи, од којих су неки постали временом прави конкуренти Интернет експлореру.
Више пута се говорило о стабилности и поузданости Интернет експлорера. Откако је верзија 6 изашла 2001. године, Мајкрософт није избацио ниједну закрпу нити додатак за њега. Разни рачунарски стручњаци су говорили да је Интернет експлорер пун сигурносних пропуста и да омогућава лак пролаз разним штеточинама са Интернета. Док је Мајкрософт 5 година паузирао по овом питању, Мозила и други су развијали своје прегледаче и по питању безбедности су сада далеко испред Интернет експлорера. Мада, на свету има много корисника рачунара који не знају много о овим стварима, а Интернет експлорер долази са било којом верзијом Windows-а почев од верзије Windows 98, па због тога и даље има много корисника овог прегледача.
Верзија 9 је значајно унапређена по изгледу и безбедности, а велики проблем у то време је био то што само подржава Windows Висту и Windows 7.
Тренутна верзија 11 је значајно унапређена по изгледу и безбедности.
До сада је изашло укупно 11 верзија Интернет експлорера.
- Интернет експлорер 1
- Интернет експлорер 2
- Интернет експлорер 3
- Интернет експлорер 4
- Интернет експлорер 5
- Интернет експлорер 6
- Интернет експлорер 7
- Интернет експлорер 8
- Интернет експлорер 9
- Интернет експлорер 10
- Интернет експлорер 11

## Мајкрософт еџ
Интернет експлорер је у Windows 10 оперативном систему замењен новим интернет прегледачем који се зове Мајкрософт еџ, мада и даље Интернет експлорер долази инсталиран уз систем, али не као подразумевани како би се одржала компатибилност са старим верзијама сајтова и сајтовима који користе ActiveX и остале Мајкрософтове технологије.
Према Мајкрософтовом саопштењу, развијање нових могућности за овај претраживач је престало, мада ће и даље добијати сигурносне исправке као део подршке за оперативни систем Windows.